# 남해 배씨
남해 배씨(南海裵氏)는 경상남도 남해군을 본관으로 하는 한국의 성씨이다. 시조는 배순(裵循)라는 인물로 조선에서 가선대부(嘉善大夫) 경기감사(京畿監査)를 지냈다.

## 참고 자료
- “남해배씨(南海裵氏)”. 뿌리를 찾아서.[깨진 링크(과거 내용 찾기)]